# Biguatinga
Anhinga anhinga (L.), conhecido popularmente como biguatinga, carará, anhinga, arará, meuá, miuá e muiá, é uma ave suliforme anhingídea que habita os rios e lagoas desde a América do Norte até o norte do Chile e da Argentina.

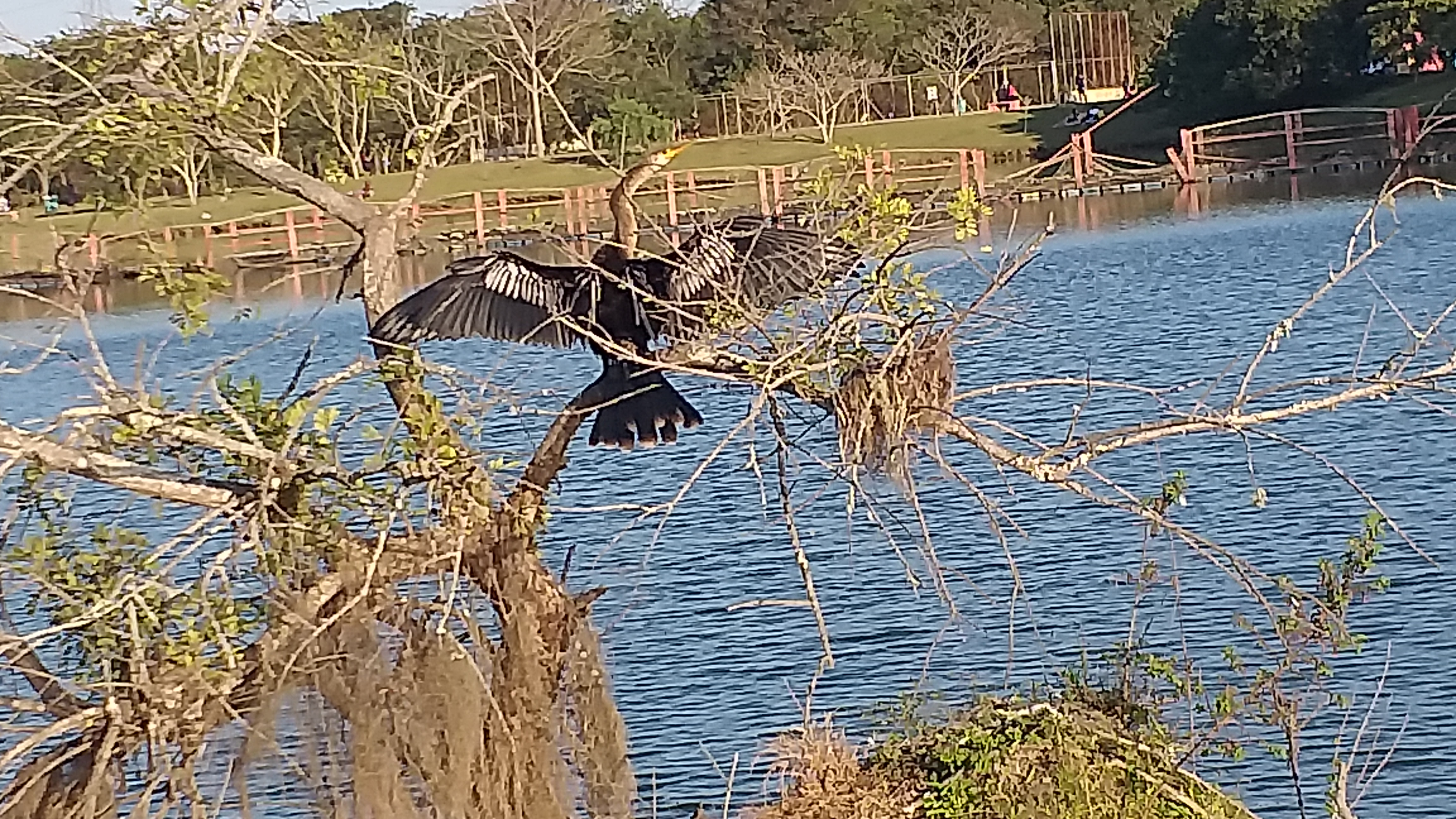
Parque Centenário, Mogi das Cruzes SP, Brasil

## Etimologia
"Carará" originou-se do termo tupi kara'rá."Biguatinga" originou-se dos termos tupis mbi gwa (pé redondo) e tinga (branco). "Anhinga" originou-se do tupi a'ñinga. "Meuá" e "miuá" se originaram do tupi miu'á.
O nome biguatinga foi selecionado como nome vernáculo técnico para a espécie Anhinga anhinga pelo Comitê Brasileiro de Registros Ornitológicos (CBRO) em 2021.

## Características
A espécie apresenta dimorfismo sexual, sendo o macho preto e a fêmea mais colorida, com a cabeça, pescoço e peito cinza-amarelados, as rêmiges do braço e as coberteiras superiores das asas marginadas de cinzento ou dessa cor e a ponta da cauda branca. Os cararás têm comprimento médio de cerca de 85 centímetros e 120 centímetros de envergadura nas asas.
As penas do biguatinga não são impermeáveis como as dos patos e não segregam óleo que mantenha a água à distância. Em consequência, as penas podem armazenar quantidades de água que provocam a má flutuação do animal. Esta característica é no entanto uma vantagem, visto que permite um mergulho mais eficiente debaixo d'água. Tal como os outros membros da família Anhingidae, o biguatinga caça durante mergulhos em que fica totalmente submerso. Quando necessário, seca as penas abrindo as asas ao sol.

## Subespécies
São reconhecidas duas subespécies:
- Anhinga anhinga anhinga (Linnaeus, 1766) - ocorre na ilha de Trinidad e Tobago e do Norte da América do Sul até o Norte da Argentina;
- Anhinga anhinga leucogaster (Vieillot, 1816) - ocorre do sudeste dos Estados Unidos da América até o Panamá, em Cuba e na Ilha dos Pinus.